# Bahnhof Stolpe (Kr Niederbarnim)

Der Bahnhof Stolpe (Kr Niederbarnim) war von 1877 bis 1924 ein Bahnhof der Berliner Nordbahn. Im Zuge des Ausbaus der Nordbahn und dem Anschluss an die S-Bahn Berlin wurde die Station 1924 geschlossen.

## Lage
Die Station lag in der heutigen Stadt Hohen Neuendorf südlich der Kreuzung mit der Berliner Straße, der jetzigen Bundesstraße 96. Das namensgebende Dorf Stolpe liegt etwa 1,5 Kilometer westlich.

## Geschichte
Der südliche Teil der Berliner Nordbahn ging am 10. Juli 1877 in Betrieb. Zwischen Hermsdorf und Birkenwerder gab es zunächst keine Zwischenstationen. Als zum 1. September 1877 eine Verbindung zum Stettiner Bahnhof in Berlin eröffnet wurde, wurde das Zugangebot zwischen Berlin und Oranienburg deutlich erweitert und mehrere Zwischenstationen gingen in Betrieb. In der Nähe des damals unbedeutenden Dorfes Hohen Neuendorf entstanden zwei etwa einen Kilometer auseinander liegende Haltepunkte, der südliche von beiden erhielt den Namen Stolpe. In der Folgezeit bekam er die Bezeichnungen Stolpe (bei Hermsdorf) und Stolpe (Kreis Niederbarnim). Beide Stationen dienten zunächst vor allem dem Ausflugsverkehr. Während in Hohen Neuendorf die Züge zunächst nur in der Sommerzeit hielten, wurde der Halt in Stolpe ganzjährig betrieben. Um dem Andrang der Ausflügler Herr zu werden, waren einige Züge in Richtung Berlin erst ab Stolpe für die Fahrgäste zugelassen und verkehrten zwischen Birkenwerder und Stolpe als Leerfahrt.

Fahrplan der Vorortzüge nach Oranienburg über Stolpe von 1892

Bereits 1878/79 war an der Station ein Gasthaus entstanden. In den folgenden Jahren entwickelte sich nach und nach eine Wohnsiedlung im Umfeld des Bahnhofs. Bestrebungen, diese Siedlung zu einer eigenständigen Gemeinde Waldeshöh zu entwickeln, scheiterten.
Im Dezember 1924 wurde der Bahnhof Stolpe geschlossen. In dieser Zeit war die Strecke neu trassiert worden,
dabei Fern- und Vorortgleise getrennt. Ein halbes Jahr später begann der elektrische S-Bahn-Betrieb auf der Strecke. Die Schließung des Bahnhofs Stolpe, um Kosten zu sparen, war erst Anfang 1922 beschlossen worden.
Vorausgegangen war der Schließung ein Neubau des Bahnhofs Hohen Neuendorf. Der dortige Haltepunkt wurde nach Süden verlegt und bekam 1925 einen südlichen Ausgang, um das vorher vom Bahnhof Stolpe erschlossene Gebiet anzubinden. Nach dem Bau der Berliner Mauer wurde dieser Ausgang geschlossen.
Da im Zuge des Umbaus der Strecke diese auf einen Damm verlegt wurde, blieben von den Bahnsteiganlagen in Stolpe keine Spuren. Das letzte zum Bahnhof gehörende Gebäude wurde nach der deutschen Wiedervereinigung abgerissen.